# Diamantbollen

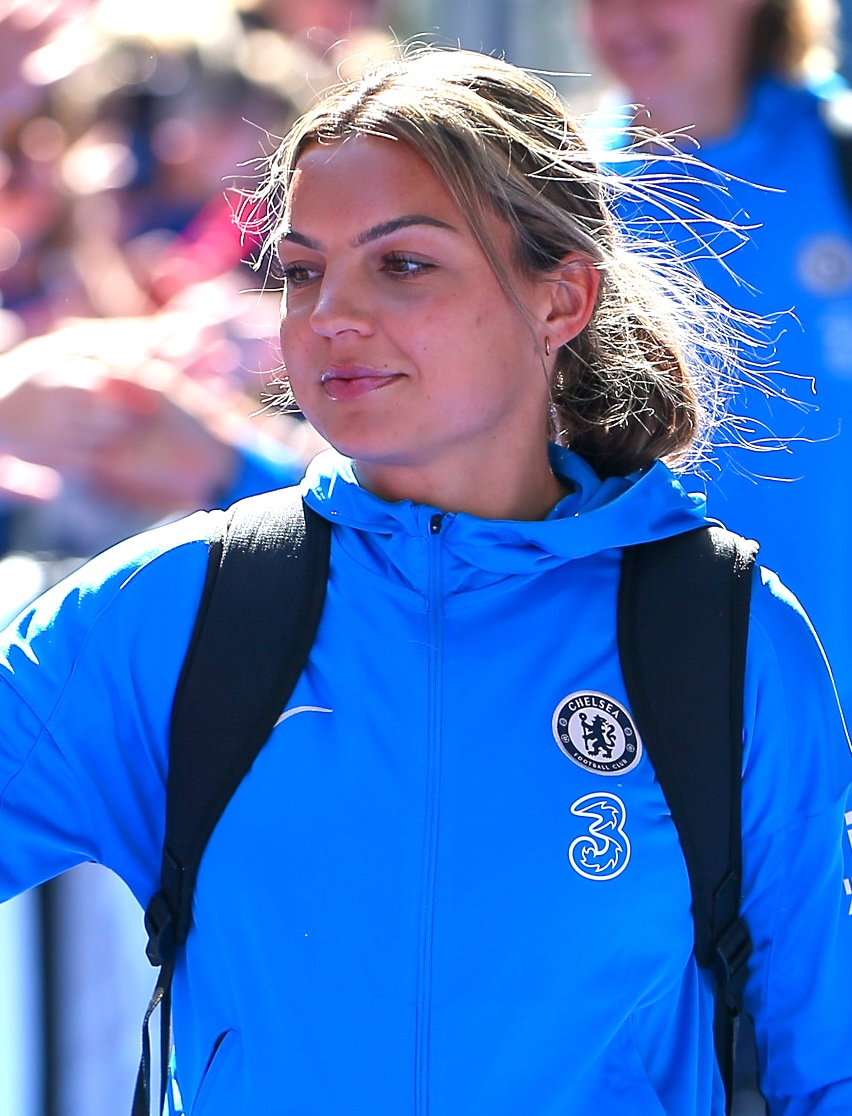
Johanna Rytting Kaneryd, amtierende Preisträgerin

Mit dem Diamantbollen (schwedisch Diamantener Ball) wird jährlich die beste schwedische Fußballspielerin ausgezeichnet. Verliehen wird der Preis vom schwedischen Fußballverband und der Tageszeitung Sydsvenskan. Als Kandidaten kommen nur schwedische Staatsbürgerinnen in Frage.
Die Auszeichnung wird seit 1990 vorgenommen. Erste Siegerin war Eva Zeikfalvy. Rekordsiegerin ist Lotta Schelin (2006, 2011, 2012, 2013 und 2014), die als erste Spielerin öfter als zweimal ausgezeichnet wurde, gefolgt von Kristin Bengtsson (1994, 2004), Victoria Sandell Svensson (1998, 2003), Therese Sjögran (2007, 2010), Hedvig Lindahl (2015, 2016), Caroline Seger (2009, 2019) und Fridolina Rolfö (2021, 2022), die bisher jeweils zweimal ausgezeichnet wurden.  Spielerinnen von Malmö FF, bzw. LdB FC Malmö bzw. FC Rosengård wurden bisher fünfmal ausgezeichnet. Es folgen mit vier Auszeichnungen Spielerinnen von Älvsjö AIK, Umeå IK und Olympique Lyon. Als erste Torhüterin wurde 1991 Elisabeth Leidinge ausgezeichnet.
Bislang wurde noch keine Preisträgerin des Diamantbollen als FIFA-Weltfußballerin des Jahres ausgezeichnet.
Bereits seit 1946 wird unter dem Namen Guldbollen die analoge Auszeichnung für den Männerfußball vergeben.

## Liste der Titelträgerinnen

### Fußballerin des Jahres (Årets fotbollstjej award)
- Jahr: Nennt das Jahr, in dem der Spieler gewählt wurde.
- Name: Nennt den Namen des Spielers, wenn fett geschrieben, wurde die schwedische Nationalmannschaft in dem Jahr Olympiasieger, Welt- oder Europameister, wenn kursiv geschrieben, erreichte sie das Olympia, WM- oder EM-Finale.
- Verein: Nennt den Verein, für den der Spieler zum damaligen Zeitpunkt gespielt hat. Fett geschriebene Vereine wurden in dem Jahr Meister.
- Position: Nennt die Position des Spielers: Tor, Abwehr, Mittelfeld, Sturm.

| Jahr | Name               | Verein          | Position   |
| ---- | ------------------ | --------------- | ---------- |
| 1980 | Anna Svenjeby      | Kronängs IF     | Mittelfeld |
| 1981 | Pia Sundhage       | Jitex BK        | Sturm      |
| 1982 | Anette Börjesson   | Jitex BK        | Mittelfeld |
| 1983 | Elisabeth Leidinge | Jitex BK        | Tor        |
| 1984 | Lena Videkull      | Trollhättans IF | Sturm      |
| 1985 | Eva Andersson      | GIF Sundsvall   | Mittelfeld |
| 1986 | Gunilla Axén       | Gideonsbergs IF | Sturm      |
| 1987 | Eleonor Hultin     | GAIS            | Sturm      |
| 1988 | Lena Videkull      | Öxabäck IF      | Sturm      |
| 1989 | Eleonor Hultin     | Jitex BK        | Sturm      |

### Diamantbollen
- Jahr: Nennt das Jahr, in dem der Spieler gewählt wurde.
- Name: Nennt den Namen des Spielers, wenn fett geschrieben, wurde die schwedische Nationalmannschaft in dem Jahr Olympiasieger, Welt- oder Europameister, wenn kursiv geschrieben, erreichte sie das Olympia, WM- oder EM-Finale.
- Verein: Nennt den Verein, für den der Spieler zum damaligen Zeitpunkt gespielt hat. Fett geschriebene Vereine wurden in dem Jahr Meister.
- Position: Nennt die Position des Spielers: Tor, Abwehr, Mittelfeld, Sturm.

| Jahr | Name                    | Verein                  | Position   |
| ---- | ----------------------- | ----------------------- | ---------- |
| 1990 | Eva Zeikfalvy           | Malmö FF                | Abwehr     |
| 1991 | Elisabeth Leidinge      | Jitex BK                | Tor        |
| 1992 | Anneli Andelén          | Öxabäck IF              | Sturm      |
| 1993 | Lena Videkull           | Malmö FF                | Sturm      |
| 1994 | Kristin Bengtsson       | Hammarby IF             | Abwehr     |
| 1995 | Malin Andersson         | Älvsjö AIK              | Mittelfeld |
| 1996 | Malin Swedberg          | Älvsjö AIK              | Mittelfeld |
| 1997 | Ulrika Karlsson         | Bälinge IF              | Tor        |
| 1998 | Victoria Svensson       | Älvsjö AIK              | Sturm      |
| 1999 | Cecilia Sandell         | Älvsjö AIK              | Abwehr     |
| 2000 | Tina Nordlund           | Umeå IK                 | Mittelfeld |
| 2001 | Malin Moström           | Umeå IK                 | Mittelfeld |
| 2002 | Hanna Ljungberg         | Umeå IK                 | Sturm      |
| 2003 | Victoria Svensson (2)   | Djurgården/Älvsjö       | Sturm      |
| 2004 | Kristin Bengtsson (2)   | Djurgården/Älvsjö       | Abwehr     |
| 2005 | Hanna Marklund          | Sunnanå SK              | Abwehr     |
| 2006 | Lotta Schelin           | Kopparbergs/Göteborg FC | Sturm      |
| 2007 | Therese Sjögran         | LdB FC Malmö            | Mittelfeld |
| 2008 | Frida Östberg           | Umeå IK                 | Mittelfeld |
| 2009 | Caroline Seger          | Linköpings FC           | Mittelfeld |
| 2010 | Therese Sjögran (2)     | LdB FC Malmö            | Mittelfeld |
| 2011 | Lotta Schelin (2)       | Olympique Lyon          | Sturm      |
| 2012 | Lotta Schelin (3)       | Olympique Lyon          | Sturm      |
| 2013 | Lotta Schelin (4)       | Olympique Lyon          | Sturm      |
| 2014 | Lotta Schelin (5)       | Olympique Lyon          | Sturm      |
| 2015 | Hedvig Lindahl          | FC Chelsea              | Tor        |
| 2016 | Hedvig Lindahl (2)      | FC Chelsea              | Tor        |
| 2017 | Kosovare Asllani        | Manchester City LFC     | Mittelfeld |
| 2018 | Nilla Fischer           | VfL Wolfsburg           | Abwehr     |
| 2019 | Caroline Seger (2)      | FC Rosengård            | Mittelfeld |
| 2020 | Magdalena Eriksson      | FC Chelsea              | Abwehr     |
| 2021 | Fridolina Rolfö         | FC Barcelona            | Sturm      |
| 2022 | Fridolina Rolfö (2)     | FC Barcelona            | Sturm      |
| 2023 | Elin Rubensson          | BK Häcken               | Mittelfeld |
| 2024 | Johanna Rytting Kaneryd | FC Chelsea              | Mittelfeld |

## Rangliste
| Platz | Name                      | Anzahl | Jahre           |
| ----- | ------------------------- | ------ | --------------- |
| 1.    | Lotta Schelin             | 5      | 2006, 2011–2014 |
| 2.    | Kristin Bengtsson         | 2      | 1994, 2004      |
| 2.    | Hedvig Lindahl            | 2      | 2015, 2016      |
| 2.    | Fridolina Rolfö           | 2      | 2021, 2022      |
| 2.    | Victoria Sandell Svensson | 2      | 1998, 2003      |
| 2.    | Caroline Seger            | 2      | 2009, 2019      |
| 2.    | Therese Sjögran           | 2      | 2007, 2010      |

- Hinweis: Die Platzierung wird durch die Anzahl der Titel bestimmt. Bei gleicher Anzahl von Titeln wird alphabetisch sortiert. Es sind nur Spielerinnen aufgelistet, die mindestens zweimal ausgezeichnet wurden.